# Загваздинский район
Загва́здинский район — административно-территориальная единица Тобольского округа Уральской области РСФСР.
Административный центр — село Загваздинское.

## История
Район образован в соответствии с постановлением комиссии по районированию при Тобольском окрплане от 5 марта 1924 года, утверждённым президиумом Уралоблисполкома 7 апреля 1924 года, из Загваздинской, части Карагайской и части Саургатской волостей Тобольского уезда Тюменской губернии.
В район вошло 6 сельсоветов: Бакшеевский, Еланский, Загваздинский, Казанский, Пановский, Тебендинский.
Постановлением ВЦИК от 25 мая 1925 года район упразднён. Еланский, Пановский и Тебендинский сельсоветы переданы в Усть-Ишимский район Тарского округа Сибирского края. Бакшеевский, Загваздинский и Казанский сельсоветы присоединены к Дубровному району.